# Port de Rotterdam
El port de Rotterdam als Paisos Baixos és el port més gran d'Europa i el segon del món, després del port de Xangai a Xina.
La situació estratègica de la ciutat de Rotterdam, al punt de confluència del Rin i el Mosa, n'han fet un important nus de comunicacions per a l'intercanvi de mercaderies entre Europa i la resta del món, mitjançant enllaços per carretera, navegació interior, tren i, sobretot marítim. Després d'haver liderat el rànking de ports mundials en diverses categories, actualment s'ha vist desplaçat principalment per ports del sud-est asiàtic, com Xangai, Hong Kong i Singapur, impulsats pel creixement econòmic de la Xina. Continua essent el principal port d'Europa i el 2021 era el desè port del món en volum de mercaderies per contenidor.
A banda del transport en si, el port acull també moltes indústries, especialment petroquímiques i logístiques.
De Rotterdam les mercaderies són transportades per vaixell, llanxa, tren o carretera. Des de l'any 2000 es construeix el Betuweroute, un ferrocarril ràpid de càrrega de Rotterdam a Alemanya. Els rius Mosa i Rin donen un accés excel·lent terra endins. Durant la primera meitat del segle passat, les activitats del port es van moure del centre cap al Mar del Nord. La Nieuwe Waterweg (‘Nova Via Marítima’) va ser construïda de Rotterdam al Mar del Nord i va ser acabada el 1872.
L'àrea del port de Rotterdam ha estat engrandida per la construcció del complex de la Europoort (porta a Europa) al llarg de la boca de la Nieuwe Waterweg, i pel Maasvlakte al Mar del Nord, prop de Hoek van Holland. El projecte d'un segon Maasvlakte va ser tema del discussió política durant els anys 90, ja que havia de ser finançat en part pel govern. L'obra va començar durant l'estiu de 2008. Va ser inaugurada l'11 de juliol de 2012 per la reina Beatriu i és realment operativa des del 22 de maig de 2013.